# Бресте
Бресте (болг. Бресте) — село в Болгарии. Находится в Плевенской области, входит в общину Червен-Бряг. Население составляет 440 человек.

## Политическая ситуация
В местном кметстве Бресте, в состав которого входит Бресте, должность кмета (старосты) исполняет Никола  Петров Цветанов (Болгарская социалистическая партия (БСП)) по результатам выборов.
Кмет (мэр) общины Червен-Бряг — Данаил Николов Вылов (независимый) по результатам выборов.